# Hemerotrecha cornuta
Hemerotrecha cornuta es una especie de arácnido  del orden Solifugae de la familia Eremobatidae.

## Distribución geográfica
Se encuentra en Colorado (Estados Unidos).